# Hyposoter rhodocerae
Hyposoter rhodocerae là một loài tò vò trong họ Ichneumonidae.